# ایکروز (میشیگان)
ایکروز، میشیگان (به انگلیسی: Ecorse, Michigan) یک شهر در ایالات متحده آمریکا با جمعیت ۹٬۵۱۲ نفر است که در میشیگان واقع شده‌است.